# 曲美巴珍
曲美巴珍（1927年—2008年6月16日），女，藏族，西康省德格县（今属四川省甘孜藏族自治州）人。中华人民共和国1950年代初的支前模范，后曾任甘孜藏族自治州人大常委会副主任。

## 生平
曲美巴珍的名字里，曲美意为“长生不死”，巴珍意为“品德火炬”。曲美巴珍的父亲是为德格土司打铁的奴隶，在曲美巴珍9岁时因劳累吐血而亡；母亲因为受不了乌拉差役的重负，准备逃走。
1950年，中国人民解放军第十八军经德格进军金沙江，准备发动昌都战役。1950年5月某日，曲美巴珍正在山坡上为主人干活，玉隆头人夏克刀登家的差役前来告诉曲美巴珍，解放军来了，要她们上山给解放军割草砍柴。翌日，村里的曲美巴珍等9个人带刀和绳子上山。1950年7月，解放军进驻龚垭村。曲美巴珍等人随即将柴草交到解放军驻地。解放军将柴草按价付款，并表示感谢。曲美巴珍过去给土司、头人支乌拉差役，从未获得过报酬。解放军按劳支付报酬，令曲美巴珍受到很大震动。
1950年10月，岗托战斗打响。曲美巴珍与其他11名藏族奴隶自愿组成民工担架队，将解放军伤员从岗托运往德格后方医院。从岗托到德格仅有一条50里长的小道，多处靠近悬崖，悬崖下面就是河水。担架队为保证伤员安全，常在夜间赶路，为防摔倒，曲美巴珍肩抬担架，双膝跪地，摸索前行，以使担架安稳，减轻伤员的痛苦。经过数日，曲美巴珍双腿磨烂，两膝擦破。但曲美巴珍仍坚持工作。任务完成后，担架队全体人员参加了解放军召开的庆功大会，兵站首长请曲美巴珍上台讲话。
此后，曲美巴珍带一匹马、两头牛，到德格兵站报名参加运输。在完成支援解放军昌都战役之后，她又参加了支援康藏公路（1955年改称川藏公路）建设的运输任务。一次，曲美巴珍的牛累得无法前行，她就背上50余公斤的驮子继续前行。在为解放军筑路部队运送粮食途中，天降大雨，曲美巴珍带头把自己的毡子搭在牛身上，把自己的衣服盖在驮子上保护物资。柯鹿洞到光通河的60公里路段旁边就是悬崖，危险崎岖。曲美巴珍率领妇女运输队在这条路上来回完成了l00余次运输任务。西康省人民政府主席廖志高派代表授予曲美巴珍“支援模范，藏族之光”锦旗。曲美巴珍曾说：“解放军远离家乡和父母，千辛万苦到这里来，是为了我们藏族人民的求解放、谋幸福，我们不能叫解放军挨饿。”
在1950年代，一张曲美巴珍赶着牦牛走在支前路上的照片，多次出现在《人民日报》、《人民画报》、《民族画报》上。1953年，曲美巴珍赴北京参加了第二次全国妇女大会，并在中央人民广播电台发表广播讲话。此后，曲美巴珍一直在甘孜藏族自治州从事妇女及宣传工作。1980年，曲美巴珍出任甘孜藏族自治州人大常委会副主任，直到1989年退休。
2008年6月16日，曲美巴珍在康定县病逝，享年81岁。
2011年7月，在纪念中国共产党成立90周年及西藏和平解放60周年时，曲美巴珍获评为“60位感动西藏人物”之一。

## 纪念
- 三场歌剧《运输线上》：1952年3月中旬，中国人民解放军第十八军政治部文工团的高平参加了在马尼根果举行的“康北五县支援总会代表会议”。在会上，高平了解到许多运输方面的情况和人物。会后，高平以曲美巴珍为原型，创作出一部三场歌剧《运输线上》，未用曲美巴珍的真名，并为她虚构出一个恋人及一个妹妹。剧本由高平所在创作组的罗念一作曲。1953年12月，在西南军区文艺检阅大会上，该剧获创作一等奖，奖状由西南军区司令员贺龙、政委邓小平签发。
- 电影纪录片《通向拉萨的幸福道路》（1956年），其中有曲美巴珍的镜头。
- 电视专题片《雪山丰碑》（1991年），其中有曲美巴珍的镜头。
- 电视剧《西藏风云》（1999年），其中的人物“索娜”是以曲美巴珍为原型塑造。
- 曲梅巴珍塑像（进军西藏支援模范），叶其宗作